# Bieriozka (obwód kurski)
Bieriozka (ros. Берёзка) – wieś (ros. деревня, trb. dieriewnia) w zachodniej Rosji, w sielsowiecie nowoposielenowskim rejonu kurskiego w obwodzie kurskim.

## Geografia
Miejscowość położona jest 6,5 km od centrum administracyjnego sielsowietu (1-je Cwietowo), 17 km na południowy zachód od Kurska, 3 km od drogi magistralnej (federalnego znaczenia) M2 «Krym» (część trasy europejskiej E105).
We wsi znajduje się 39 posesji.
Klimat
Miejscowość, jak i cały rejon, znajduje się w strefie klimatu kontynentalnego z łagodnym ciepłym latem i równomiernie rozłożonymi opadami rocznymi (Dfb w klasyfikacji klimatów Köppena).

## Demografia
W 2010 r. wieś zamieszkiwało 181 osób.